# SSE4
SSE4 (Streaming SIMD Extensions 4) - це набір SIMD-інструкцій для процесорів архітектури x86-64. Набір інструкцій було анонсовано були 27 вересня 2006 року. Самі інструкції були реалізовані в процесорах Intel Core та AMD K10.  В SSE4 налічується 54 інструкцій, розділених на дві основні категорії: векторизація операцій для прискорення роботи з медіа, та для обробки тексту.
Intel використовувала маркетингову назву HD Boost для інструкцій SSE4.

## Набори інструкцій SSE4
SSE4 Складається з 54 інструкцій. З них 47 відносять до SSE4.1, вони були реалізовані в мікрокархітектурі Peryn, а решта 7 команд (SSE4.2) з'явились лише в процесорах з мікроархитектурою Nehalem.
В AMD процесорах набір інструкцій називається SSE4a, був реалізований в процесорах мікроархітектури Barcelona. Він містить в собі 4 інструкції що відсутні у наборі SSE4.1 від intel. Повний набір інструкцій SSE4 (SSE4.1+SSE4.2) лише в процесорах FX на базі мікроархітектури Bulldozer.

## Інструкції

### SSE4.1
- MPSADBW Multiple Packed Sums of Absolute Difference. Рахує суму абсолютних різниць восьми значень, по чотири суми за раз (тобто  |x0−y0|+|x1−y1|+|x2−y2|+|x3−y3|, |x0−y1|+|x1−y2|+|x2−y3|+|x3−y4|, ..., |x0−y7|+|x1−y8|+|x2−y9|+|x3−y10|). Така операція важлива при роботі деяких HD кодеків,і дозволяє обробити блок зображення 8х8 за декілька циклів процесора.
- PHMINPOSUW Packed Horizontal Word Minimum  пошук серед 16 бітових беззнакових цілих, такого що має мінімальне значення.
- PMULDQ Multiply Packed Signed Dword Integers Множення 32 бітових знакових цілих та повертає результат в 64бітове ціле.
- PMULLD Multiply Packed Signed Dword Integers and Store Low Result. Множення 32-бітових знакових цілих та повертає в результат молодшу 32бітну частину.
- DPPS, DPPD  Dot Product of Packed Single/Double Precision Floating-Point Values - скалярне множення 32 та 64 бітових цілих.
- BLENDPS, BLENDPD, BLENDVPS, BLENDVPD, PBLENDVB, PBLENDW
- PMINSB, PMAXSB, PMINUW, PMAXUW, PMINUD, PMAXUD, PMINSD, PMAXSD - мінімум,максимум для різних типів.
- ROUNDPS, ROUNDSS, ROUNDPD, ROUNDSD - округлення числа з рухомою комою в ціле.
- INSERTPS, PINSRB, PINSRD/PINSRQ, EXTRACTPS, PEXTRB, PEXTRD/PEXTRQ
- PMOVSXBW, PMOVZXBW, PMOVSXBD, PMOVZXBD, PMOVSXBQ, PMOVZXBQ, PMOVSXWD, PMOVZXWD, PMOVSXWQ, PMOVZXWQ, PMOVSXDQ, PMOVZXDQ  Packed Move with Sign/Zero Extend
- PTEST Logical Compare
- PCMPEQQ Compare Packed Qword Data for Equal порівняння 64 бітових значень на рівність та повернення 64бітових масок
- PACKUSDW Pack with Unsigned Saturation Пакування 32бітних знакових цілих в 16бітні беззнакові з насиченням (буде обрізано до максимального значення - 65536).
- MOVNTDQA Load Double Quadword Non-Temporal Aligned Hint - інструкція для ефективного читання даних в SSE-регістр.

### SSE4.2
Інструкції для порівняння рядків:
- PCMPESTRI Packed Compare Explicit Length Strings, Return Index
- PCMPESTRM Packed Compare Explicit Length Strings, Return Mask
- PCMPISTRI Packed Compare Implicit Length Strings, Return Index Порівнюють дані як .
- PCMPISTRM Packed Compare Implicit Length Strings, Return Mask
- PCMPGTQ - Порівняння спакованого набору 64бітових даних на "більше ніж"
- POPCNT - Рахує кількість бітів що дорівнюють одиниці.
- LZCNT - рахує кількість провідних нулів.
- CRC32 - пришвидшує вирахування CRC32

### SSE4a
- EXTRQ/INSERTQ
- MOVNTSD/MOVNTSS